# Sarah Sutton

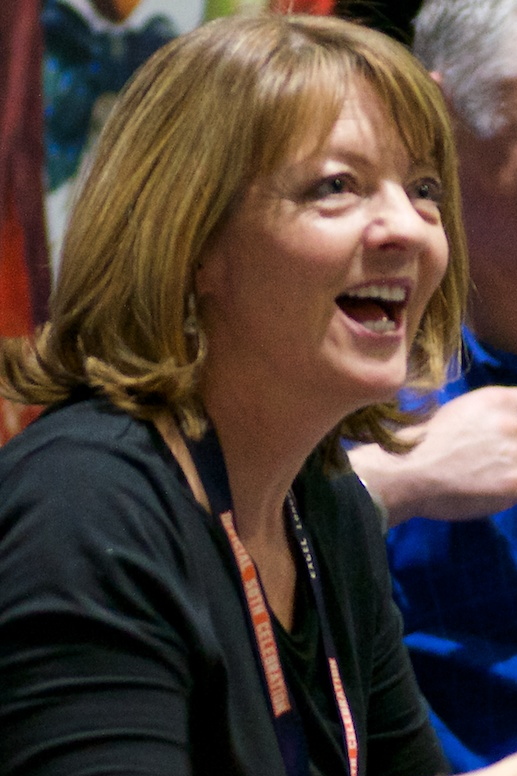
Sarah Sutton (2013)

Sarah Sutton (* 12. Dezember 1961 in Basingstoke, Hampshire) ist eine britische Schauspielerin mit Charakterrollen im Fernsehen und dem Theater. Bekannt wurde sie in den 1970er und 1980er Jahren vor allem durch ihre Rollen in der Mystery-Fernsehminiserie Der Mondschimmel und der Fernsehserie Doctor Who.

## Leben und Karriere
Sarah Sutton wurde 1961 in Basingstoke in der Grafschaft Hampshire geboren. Nach einer Ballett-Ausbildung begann Sarah ihre Schauspielkarriere bereits im Alter von sieben Jahren, als sie eine Rolle in der Phoenix Theatre Produktion von „Winnie the Pooh“ übernahm. Zu Beginn der 1970er Jahre spielte sie eine Reihe von TV-Rollen, darunter in den britischen Fernsehserien Menace, Play for Today, Ten from the Twenties, Oil Strike North oder Westway.
In der Fernsehverfilmung von Regisseur James MacTaggart Alice Through the Looking Glass nach einem Roman von Lewis Carroll verkörperte sie 1973 die Titelrolle der Alice. In der 1975 produzierten Fernsehminiserie Late Call nach einem Roman des Schriftstellers Angus Wilson spielte sie die Rolle der Myra Longmore.
1978 besetzte sie die Regisseurin Dorothea Brooking in der von der BBC aufwendig produzierten Kinder-Drama-Serie Der Mondschimmel für die Hauptrolle der blinden Diana. An ihrer Seite sah man James Greene, Caroline Goodall, David Haig und John Abineri.
Anschließend ging Sarah Sutton zurück zu ihrem Schauspielstudium an der Guildhall School of Music and Drama als Teilzeit-Studium.
1981 wurde Sarah Sutton gebeten für die Rolle der Nyssa in der Fernsehserie Doctor Who vorzusprechen. Sutton bekam den Part und spielte die Rolle bis 1984 in 48 Episoden.
In den 1980er Jahren spielte sie dann vermehrt Theater. Unter anderem ging sie 1986 mit dem Stück Policy for Murder auf Tournee.
1984 heiratete sie Andrew Johnson und als einige Jahre später ihre gemeinsame Tochter Hannah geboren wurde, legte sie eine kreative Pause ein, kehrte aber 1989 mit einer kleinen Rolle in der Fernsehserie Casualty zurück.
In Stuart McDonalds Kurzfilm Doctor Who: Dimensions in Time sah man Sarah Sutton 1993 noch einmal in die Rolle der Nyssa.

## Filmografie (Auswahl)
- 1973: Menace (Fernsehserie)
- 1973: Play for Today (Fernsehserie)
- 1973: Alice Through the Looking Glass (Fernsehfilm)
- 1975: Late Call (Fernsehminiserie)
- 1975: Ten from the Twenties (Fernsehserie)
- 1975: Oil Strike North (Fernsehserie)
- 1976: Westway (Fernsehserie)
- 1978: Der Mondschimmel (The Moon Stallion) (Fernsehminiserie)
- 1980: The Crucible (Fernsehfilm)
- 1981–1984: Doctor Who (Fernsehserie) als Nyssa
- 1989: Casualty (Fernsehserie)
- 1992: Unnatural Pursuits (Fernsehserie)
- 1993: Doctor Who: Dimensions in Time (TV Kurzfilm)
- 2000: TravelWise
- 2013: The Five(ish) Doctors Reboot (TV Kurzfilm)
- 2018: The Season 19 Safety Video (Kurzfilm)